# Leendert Konijn

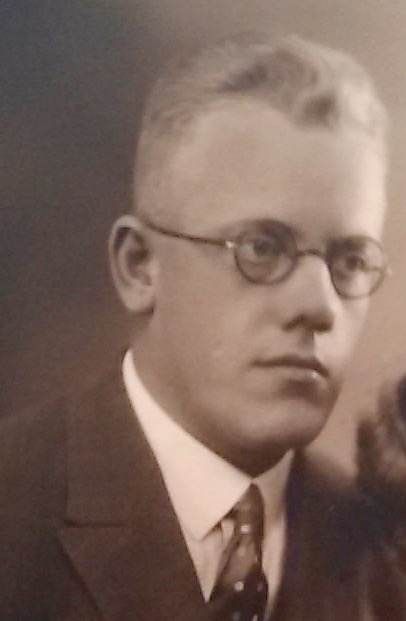
Leendert Konijn 29 jaar

Leendert (Leen) Konijn (Zwammerdam, 28 januari 1899 – Gorinchem, 16 september 1977) was een Nederlandse rubberplanter (1920-1930) en zelfstandig ondernemer in de navelsinaasappel cultuur en citrusvruchten in Noord-Sumatra, Nederlands-Indië (1932-1942).

## Biografie
Leendert Konijn werd geboren in Zwammerdam als oudste kind van twaalf.  Zijn ouders, Jan Konijn, een broodbakker, en Janna Arnolda Kruithof waren strikt gereformeerd. Konijn groeide op in het kleine dorp Tempel gelegen in de Bijbelgordel nabij Zwammerdam en Boskoop.  Later, als volwassene, zou Konijn zich volledig afkeren van de kerk. Van zijn vader moest hij onderwijzer worden, echter zijn grote passie lag in het cultiveren van groenten, fruit en planten.
Na de voltooiing van zijn studie solliciteerde Konijn in 1920 op een advertentie van de Rotterdam Cultuur Maatschappij (RCM). De RCM zocht jonge mannen die als assistent wilden gaan werken op hun rubberontginning in het Zuid Tapanoeli Regentschap van Noord-Sumatra. Op 21-jarige leeftijd vertrok Konijn vanuit Rotterdam per vrachtschip naar de haven van Medan, in Sumatra.

### Rubberontginningen – Sumatra, Nederlands-Indië - en huwelijk

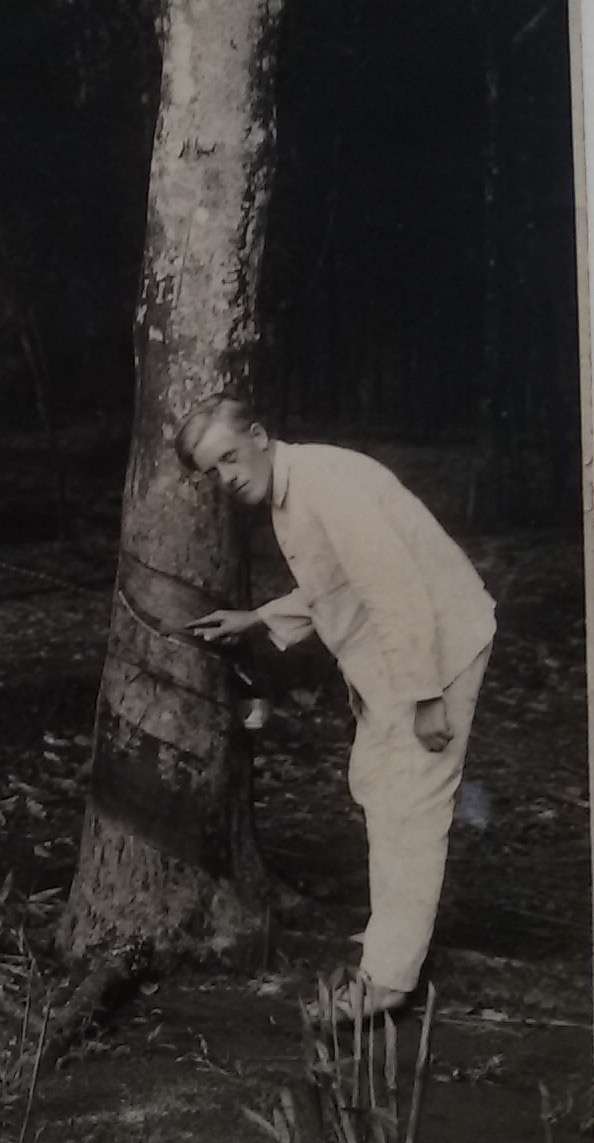
Leendert Konijn bij rubberboom

De Tapanoeli rubberontginning was een goede leerschool en Konijn klom snel op binnen de hiërarchie van de ontginning. In september 1927 werd hij benoemd tot plaatsvervangend administrateur.
In mei 1928 vertrok Konijn met groot verlof naar Nederland. Tijdens zijn verlof ontmoette Leendert zijn toekomstige vrouw, Anne Marie Isaacs (Rotterdam, 6 augustus 1905 - Gorinchem, 20 mei 1979) met wie hij in het huwelijk trad op 14 november 1928 te Rotterdam. Konijn en zijn vrouw kregen vier kinderen, drie dochters en één zoon. (Hun zoon zou slechts één jaar in leven blijven.)
De Grote Depressie van augustus 1929 veroorzaakte een scherpe daling in de rubberprijzen, die ertoe leidde dat ook de RCM zwaar getroffen werd. Noodgedwongen volgden er vele ontslagen. Ook Konijn verloor zijn positie bij de Tapanoeli rubberontginning. Na een korte plaatsing als Assistant op de rubberontginning van de RCM in Badiri, Centraal Tapanoeli Regentschap, Noord-Sumatra, eindigde ook deze aanstelling eind 1930.

### Cultivering van navelsinaasappelen – Citrusvruchten – Lao Kawar,  Sinaboeng, Noord- Sumatra, Nederlands-Indië

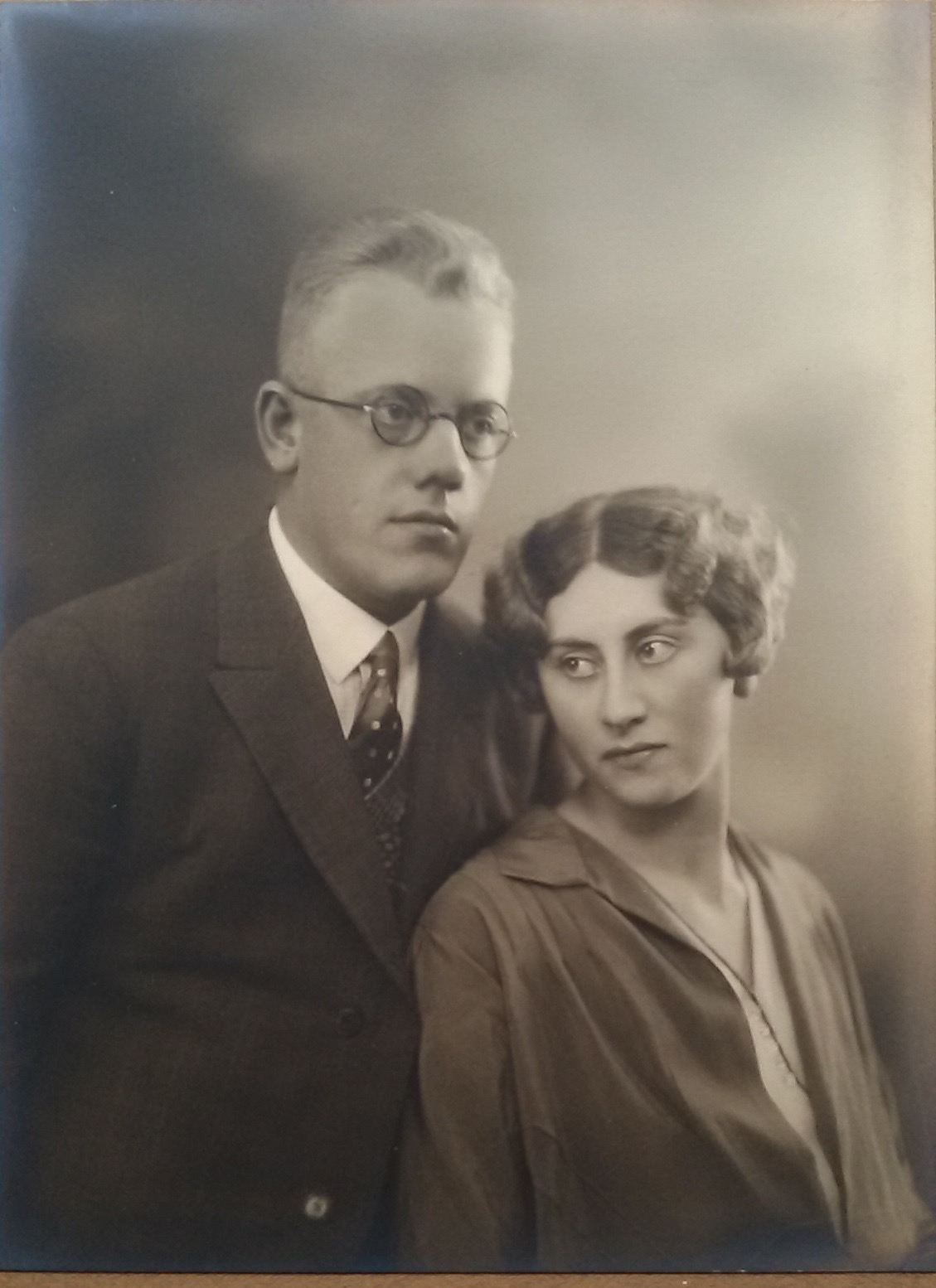
Leendert Konijn trouwfoto

Door het voortduren van de economische crisis richtte de pioniersgeest van Konijn zich op andere mogelijkheden om een bestaan te creëren op Sumatra. De vruchtbare vulkanische grond op de helling van de berg Sinaboeng leende zich uitstekend voor de cultivering van citrusvruchten. Het beoogde stuk grond bij het bergmeer Lao Kawar, behoorde toe aan de plaatselijke Karo Radja, die na maanden van moeizame onderhandelingen met bemiddeling van de Nederlandse gouverneur uiteindelijk instemde met het afstaan van 20 ha van zijn grond aan Konijn. In maart 1932 ontving Leendert Konijn schriftelijke bevestiging en kon hij beginnen met het opzetten van zijn “Lao Kawar Sinaasappelontginning”.
Met assistentie van het Nederlandse Departement van Landbouw, importeerde Konijn 1800 navelsinaasappelpitten uit Californië. Deze navelsinaasappel werd zijn belangrijkste cultuur, met daarnaast, op kleinere schaal, citroenen (Villafranca en Ponderosa) en grapefruits (Triumph, Manis besaar, Van Kuyk I en Duncan). Zijn navelsinaasappel kwekerij produceerde navelsinaasappels gelijkwaardig in kwaliteit als de navelsinaasappels uit Californië. 
Met weinig kapitaal en een zeer primitieve levensstijl leefde het gezin Konijn van 1932 tot 1942 bij het bergmeer Lao Kawar. Hun eerste woning was niet meer dan een hut, waarvan de muren en dak gemaakt waren van platgeslagen bamboe. Met veel moed en doorzettingsvermogen leefde dit jonge gezin in het oerbos op 25 kilometer afstand van enige vorm van beschaving. In de koloniale kranten verschenen artikelen over het bijzondere bestaan van het gezin Konijn bij het bergmeer Lao Kawar.

### Japanse Bezetting - Tweede Wereldoorlog
Het kweken van de navelsinaasappel op de ontginning van Leendert Konijn was een groot succes. Slechts de Japanse bezetting en daarmee het uitbreken van de Tweede Wereldoorlog in Azië bracht een vroegtijdig einde aan deze veelbelovende ontginning.
Begin 1942 werd Leendert Konijn door de Japanse bezetter opgepakt op verdenking een radio in zijn bezit te hebben.   Hij werd hierom gevangen gezet in Brastagi.   Later in hetzelfde jaar werd Leendert Konijn overgebracht naar het mannenverblijf van het Japanse interneringskamp, tevens in Brastagi.    Bij de bevrijding in augustus 1945 verscheen de naam van Leendert Konijn op de dodenlijst van het kamp. Ernstig verzwakt was hij achtergelaten om te sterven in het kampziekenhuis. Hij overleefde het kamp en werd kort na de bevrijding herenigd met zijn gezin. 
Ook werden Anne Marie Konijn-Isaacs en haar drie dochters eind maart 1942 opgepakt en vervoerd naar het vrouwenverblijf van het Japanse interneringskamp in Brastagi.    In juni 1945, zes weken na de capitulatie, sloot het kamp en werden zij met de overige vrouwen en kinderen naar kamp Aek Pamienke gebracht.  Ook zij werden in augustus 1945 bevrijd.

### Latere jaren na de Tweede Wereldoorlog
Van 1946 tot 1948 werkte Leendert Konijn voor het Rode Kruis in Medan. Begin 1946 vertrok Anne Marie Konijn-Isaacs met twee van hun dochters naar Nederland om te revalideren. Op haar eigen verzoek bleef hun oudste dochter achter bij haar vader in Medan. 
In 1948 huurde Leendert Konijn een huis in Kabanjahe en begon met een nieuw bedrijf. Een groothandel in kunstmestproducten. Het gezin werd herenigd in 1948 in Kabanjahe.   De Indonesische onafhankelijkheidsoorlogen waren op dat moment al in volle gang, toch verkozen zij ervoor om in Indonesië te blijven.

### Terugkeer naar Nederland
In 1959 nam Leendert Konijn voorgoed afscheid van Indonesië en keerde terug naar Nederland.